# Plestiodon kishinouyei
Plestiodon kishinouyei (міяцький синьохвостий сцинк) — вид сцинкоподібних ящірок родини сцинкових (Scincidae). Ендемік Японії. Вид названий на честь японського морського біолога Кішиноуе Камакічі.

## Опис
Довжина міяцького синьохвостого сцинка (враховуючи хвіст) становить 30-40 см, а без врахування хвоста — 14-17,2 см. Цей вид є найбільшим представником свого роду і є прикладом острівного гігантизму.

## Поширення і екологія
Міяцькі синьохвості сцинки мешкають на островах Міяко і Яєяма в південній частині архіпелагу Рюкю. Вони живуть в субтропічних лісах і чагарниках. Живляться комахами, павуками і дощовими черв'яками. Відкладають яйця.

## Збереження
МСОП класифікує цей вид як вразливий. Plestiodon kishinouyei загрожує знищення природного середовища.